# أضغوص (أمزاز)
أضغوص هو دُوَّار يقع بجماعة كتامة، إقليم الحسيمة، جهة طنجة تطوان الحسيمة في المملكة المغربية. ينتمي الدوّار لمشيخة أمزاز التي تضم 4 دواوير. يقدر عدد سكانه بـ 955 نسمة حسب الإحصاء الرسمي للسكان والسكنى لسنة 2004.

## روابط خارجية
- البوابة الوطنية للجماعات الترابية
- المندوبية السامية للتخطيط